# Hodenoor, Arkalgud
Hodenoor là một làng thuộc tehsil Arkalgud, huyện Hassan, bang Karnataka, Ấn Độ.